# سری‌تراش

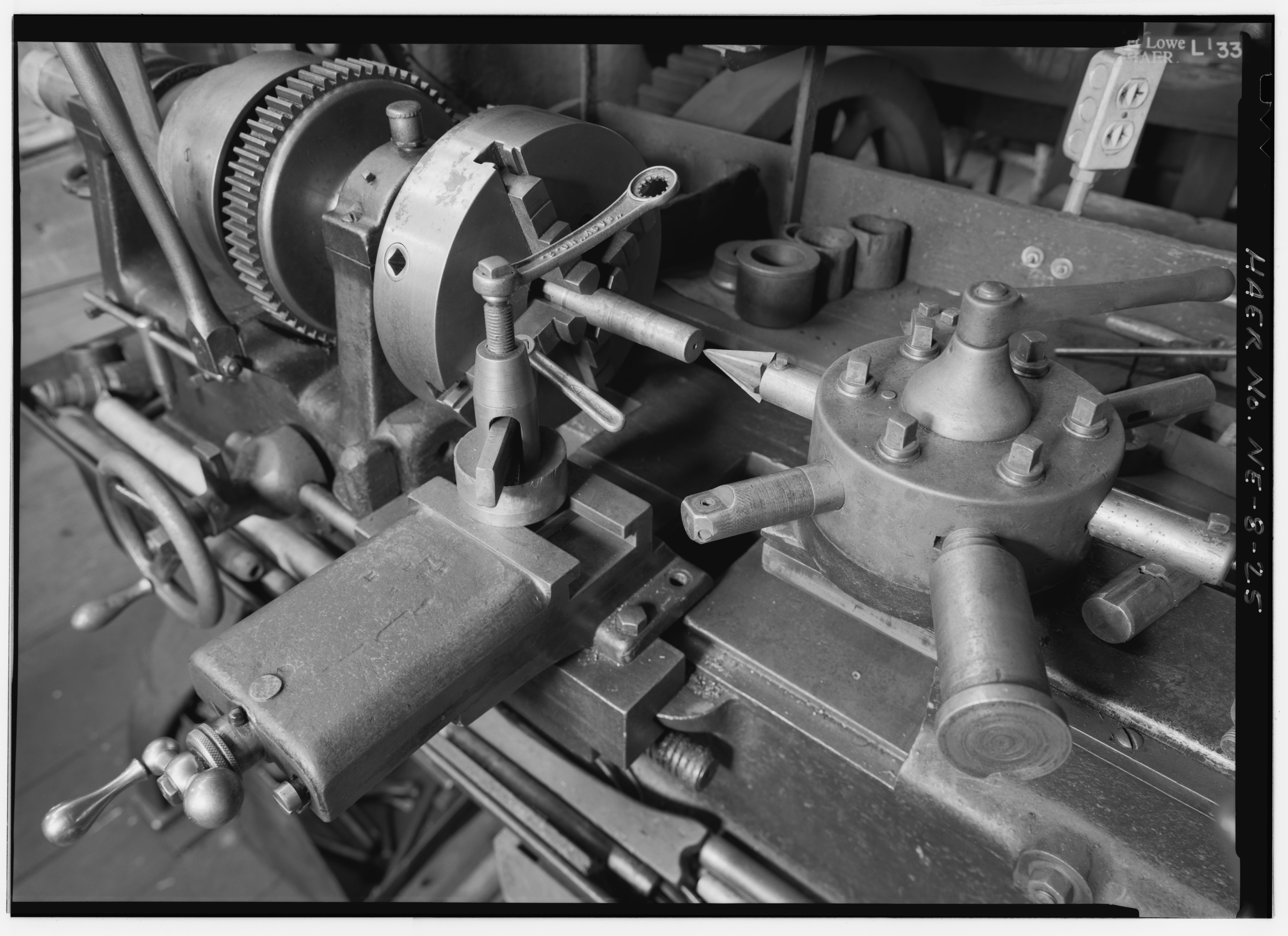
نمایی از یک‌نوع ماشین تراش برجکی سینسیناتی ایمز ۱۹۲۰. برجک دایره‌ای در سمت راست است.

سری‌تراش یا رولور (Turret lathe، در بریتانیا: Capstan lathe) نوعی دستگاه تراش فلز برجک‌دار بزرگی است که در آن، برجک ابزارگیر و حماله به‌طور خودکار و با ترتیب صحیح برای هر کار خاص، حرکت می‌کنند.
سری‌تراش از انواع ماشین‌های تراش فلزات. چوب. پلاستیک و… است که برای تولید تعداد زیادی از قطعات یا قطعه که به‌طور یکسان مورد نیاز است، مورد استفاده قرار می‌گیرد.
سری‌تراش برای تولید تکراری قطعات یکسان استفاده می‌شود. این قطعات، به دلیل ماهیت فرایند برش، معمولاً قطعات قابل تعویض هستند. این دستگاه از دستگاه‌های تراش قدیمی‌تر به وجود آمده‌است و تکامل آن با اضافه شدن «برجک» صورت گرفته‌است که نگهدارنده ابزار تقسیم است. این قابلیت به متصدی دستگاهه اجازه می‌دهد تا چندین عملیات برش، هر کدام با یک ابزار برش متفاوت را به راحتی و در توالی پشت سر هم انجام دهد. این کار دیگر نیازی به انجام کارهای راه‌اندازی بین عملیات توسط متصدی (مانند نصب یا جدا کردن ابزارها) یا کنترل مسیر ابزار نخواهد داشت. کنترل مسیر ابزار توسط دستگاه انجام می‌شود، یا به شیوه قیدمانند، از طریق محدودیت‌های مکانیکی که توسط کشویی برجک و توقف‌ها، یا از طریق خودمهار کاری‌های هدایت‌شده توسط الکترونیک دیجیتال برای دستگاه‌های تراشی که از کنترل رایانه‌ای رقومی بهره می‌برند.

## ماشین‌های سری تراش از نظر فرم و اندازه‌های ساخته شده
1. ماشین‌های سری تراش دستی (بدون خودکار)
2. ماشین‌های سری تراش نیمه خودکار
3. ماشین‌های سری تراش خودکار
4. ماشین‌های سری تراش افقی
5. ماشین‌های سری تراش عمودی

## بر حسب نوع کارایی این نوع ماشین‌ها دارای دو نوع دستگاه قلم گیر بوده که عبارتند از
1. دستگاه قلم گیر چهار طرفه
2. دستگاه قلم گیر شش طرفه

### دستگاه ابزار گیر شش طرفه
دستگاه ابزار گیر شش طرفه علاوه بر روتراشی، پیچ تراشی و … عملیات داخل تراشی را به خوبی انجام می‌دهد
طریقه تنظیم ابزار گیر شش طرفه:
در ماشین‌های سری تراش با مکانیزم کشویی که دارای دستگاه ابزار گیر شش طرفه می‌باشند، ابزارها به وسیلهٔ پیچ‌های مخصوص که در انتهای دیگر کشو قرار دارند تنظیم می‌گردند.
چون روی دستگاه ابزارگیر محل قرار گرفتن شش ابزار می‌باشد در نتیجه برای تنظیم هر ابزار یک پیچ تنظیم با دستگاه قطع کن مخصوص در داخل دستگاه قرار دارد

### دستگاه ابزارگیر چهارطرفه
در این دستگاه عملیات روتراشی مانند: پیشانی تراشی، پله تراشی، شیار تراشی و فرم تراشی به صورت متوالی با ابزار گیر چهار طرفه انجام می‌گیرد.
این وسیله روی سوپورت (کشو) عرضی قرار گرفته‌است که در عرض ماشین حرکت می‌کند. بر روی این دستگاه چهار نوع ابزار یا رنده بسته می‌شود.
برای اینکه هر یک از رنده‌ها در عرض ماشین به اندازه دلخواه حرکت عرضی کنند دو عدد پیچ ترمز در طرفین سوپورت عرضی قرار گرفته که با تنظیم آن‌ها می‌توان رنده‌ها را کنترل کرده و قطر لازم را تراشید.

## اجزای مهم
1. کشوی عرضی (سوپورت عرضی)
2. دستگاه ابزارگیر چهار طرفه
3. زین که کشوی عرضی روی آن قرار دارد
4. جعبه دنده بار عرضی

دستگاه سوپورت عرضی در ماشین‌های سری تراش دستی و نیمه خودکار با دست حرکت می‌کند ولی در ماشین‌های مجهزتر حرکت بارعرضی خودکار صورت می‌گیرد.
تنظیم دستگاه حرکت بار طولی:
برای طول تراشی در بعضی از ماشین‌های سری تراش از دستگاه حرکت طولی استفاده می‌شود و برای کنترل حرکت طولی از پیچ‌های ترمزی در سمت چپ این دستگاه قرار دارد استفاده می‌گردد.
ترمز حرکت طولی از شش پیچ که روی پیشانی استوانه‌ای قرار گرفته تشکیل شده‌است.
طریقه بستن قطعه کار روی ماشین:
1. بستن کار در داخل گیره فشنگی
2. بستن کار در داخل سه نظام یا چهار نظام

بستن کار در داخل گیره فشنگی Colletبرای بستن انواع میله‌های گرد توپر و تو خالی و همچنین انواع میله‌های چهارپهلو و شش پهلو از گیره فشنگی‌های مختلف و با اندازه‌های متفاوت که در روی محور اصلی قرار می‌گیرد استفاده خواهد شد. در این حالت میله‌های بلند را از داخل محور اصلی که تو خالی است عبور داده تا از داخل گیره فشنگی که درداخل محور اصلی در پیشانی دستگاه قرار دارد خارج شود و بعد از تنظیم طول کار برای تراشیدن، گیره فشنگی را محکم نموده، در این صورت کار در داخل محور ماشین و گیره فشنگی بسته می‌شود، بعد از اینکه قطعه مورد نظر با رنده‌های مختلف تراشیده شد باید با رنده برش آن را بریده و بعد از برش دشتگاه گیره فشنگی را باز کرده و قطعه کار را بیرون کشیده و سپس آن را مجدداً تنظیم کرده و بعد کلیه مراحل را که بر روی قطعه اول انجام شد را برای قطعه کار دوم نیز انجام می‌دهیم.
بستن قطعه کار در داخل سه نظام 3Jaw Chuck سه نظام یکی از معمولی‌ترین وسیله‌های نگهدارنده کارها می‌باشد که برای بستن میله‌های کوتاه با فرم‌های متفاوت استفاده می‌گردد.
از سه نظام برای تراش قطعاتی به صورت تکی و کوتاه استفاده می‌شود که ممکن است این قطعات از طریق آهنگری یا ریخته‌گری برای رو تراشی مجدد آماده شده باشد.

## ماشین‌های سری تراش از نظر ابزار گیر (دستگاه حامل رنده گیر)
1. ماشین‌های سری تراش با دستگاه حامل رنده گیر کشابی
2. ماشین سری تراش با دستگاه سوپورت طولی

### ماشینهای سری تراش با دستگاه حامل رنده گیر کشابی
این نوع ماشین، ماشینی است سریع و کار کردن با آن بسیار ساده می‌باشد. از این نوع ماشین برای تراشکاری‌های کوچک، کارهای پیچیده و کارهای معمولی استفاده می‌گردد.
قطر کارهایی که با این نوع ماشین می‌توان تراشید تا ۷۵ میلی‌متر و گاهی نیز تا ۵۰۰ میلی‌متر می‌رسد و طول تراش قطعات باید متناسب با طول کشاب باشد که معمولاً طول آن از ۱۰۰ میلی‌متر تا ۳۳۰ میلی‌متر متغیر است. در این نوع ماشین‌ها قلم گیر شش طرفه روی کشاب قرار می‌گیرد و قلم گیر چهار طرفه روی ریل ماشین به صورت عرضی قرار گرفته و دارای حرکت عرضی است.

### ماشین سری تراش با دستگاه سوپورت طولی
این نوع ماشین‌ها اساساً به صورت بزرگ ساخته می‌شوند و برای تراش کاری‌های سنگین و بزرگ در نظر گرفته شده‌اند مخصوصاً کارهایی که از نظر طولی نسبتاً زیاد و از نظر دقت باید دقیق تراشیده شوند. با این نوع ماشین‌ها می‌توان کارهایی با قطری حدوداً ۳۰۰ میلی‌متر را تراشید و کارهایی که باید در سه نظام بسته شوند قطری تا حدود ۹۰۰ میلی‌متر دارند.
در این ماشین‌ها دستگاه رنده گیر شش طرفه مستقیماً روی زین که در روی ریل واقع است بسته می‌شود و به وسیله زین به سمت جلو و عقب در طول ماشین قابل حرکت خواهد بود. بستن قلم گیر شش طرفه روی زین به‌طور مستقیم باعث ماکزیمم استحکام قلم گیر می‌شود.
به‌طور کلی با ماشین‌های سری تراش می‌توان دو نوع تراش (داخل تراشی و رو تراشی) را انجام داد. برای رو تراشی معمولاً از ماشین‌های سری تراش افقی استفاده می‌شود.

## دستگاه‌های تراش رولور
به کمک این دستگاه‌ها می‌توان تولید سری انبوه قطعات با اندازه‌های ثابت را در مدت زمانی کوتاه‌تر از دستگاه‌های تراش معمولی انجام داد.

### انواع دستگاه‌های تراش رولور
1. دستگاه‌های تراش رولور دستی
2. دستگاه‌های تراش رولور خودکار با کنترل NC و CNC

## عملیات داخل تراشی با ماشین سری تراش
عملیات داخل تراشی با ماشین سری تراش افقی صورت می‌گیرد که این عملیات شامل مراحل زیر می‌باشد: ۱- سوراخ کاری ۲- داخل تراشی ۳- برقوکاری ۴- قلاویز کاری و
....
عملیات داخل تراشی به دلیل دید کم از وضعیت داخل قطعه و همچنین از لحاظ اندازه‌گیری آن بسیار مشکل‌تر از عملیات رو تراشی است.

## پیچ تراشی
روش‌های پیچ تراشی بستگی به اندازه و نوع دقت پیچ دارد ولی پیچ‌های کم قطر و با اندازه‌های استاندارد را معمولاً با حدیده خودکار تولید می‌کنند. روی ماشین‌هایی با کشوی لغزنده که دستگاه ابزارگیر شش طرفه یا بیشتر وجود دارد از حدیده خودکار استفاده می‌شود. در ماشین‌هایی مجهز به دستگاه ابزارگیر چهارطرفه می‌توان اغلب پیچ‌ها را با قطرهای متفاوت از طریق میله پیچ بری تولید کرد، همچنین می‌توان برای تولید پیچ‌ها و قطعات فرم دار و نیز قطعات ساده در سطح وسیعی از ماشین‌های تمام خودکار تولید پیچ که از نوع ماشین‌های سری تراش تمام خودکار هستند استفاده نمود.

### انواع ماشین‌های پیچ تراش خودکار
1. ماشین‌های تک محوری
2. ماشین‌های چند محوری
3. ماشین‌های سویسی

معمولاً قطعاتی با قطر ۳ میلی‌متر ویا کوچکتر از ۳ میلی‌متر و قطعات پیچیده و فرم دار را با ماشین‌های پیچ تراش سویسی انجام می‌دهند

## عواملی که در دستگاه‌های سری تراش باید رعایت شود
1. زمان تنظیم: زمانی که شخص (اپراتور) ابزارها را انتخاب و موقعیت را تثبیت می‌کند
2. زمان بستن و اجرا عملیات بر روی قطعه کار: اگر سیستم اتو ماتیک باشد اجرا کردن راحت‌تر صورت می‌گیرد
3. زمان تراش کاری: زمان تراش کاری خود قطعه باید قسمت اعظم کل فرایند را دربرگیرد اما در عین حال باید حداقل باشد
4. هزینه ابزار: با توجه به تیراژ کار انجام می‌شود
5. هزینه نیروی انسانی